# Enrico Coletti
Enrico Coletti (* 7. September 1961 in Rom) ist ein italienischer Filmregisseur.

## Leben
Coletti, dessen Vater Duilio bereits Regisseur war, begann seine Tätigkeiten beim Film als Assistent von Luciano Salce und Biagio Proietti sowie als Produzent einiger Filme. Er hatte das Regiefach in den USA studiert und dort auch erste Kurzfilme gedreht. 1989 drehte er sein Debüt, Sysipaua, 1994 legte er mit dem interessanten und thematisch unkonventionellen Miele dolce amore einen ungewöhnlichen Film vor und drehte mit Franco Nero zwei Jahre später Il tocco – La sfida. 2000 folgte mit der Komödie Bibo per sempre seine bislang letzte Filminszenierung.
Coletti drehte zahlreiche Werbefilme und Musikvideos. 1997 gewann er den Key Award für den Dokumentarfilm La panchina.

## Filmografie (Auswahl)
- 1994: Miele dolce amore
- 1996: Cue Master (Il tocco – La sfida)
- 2000: Bibo per sempre